# Ямна
Ямна е село в Западна България. То се намира в Община Етрополе, Софийска област.

## География
Село Ямна се намира в Стара планина, на 10 km източно от град Етрополе и на толкова северно от връх Свищи плаз. През Ямна се минава, ако от Етрополе се тръгне за Дивчовото или по алтернативния третокласен път през Черни Вит за Тетевен (излиза се на първокласния път между Тетевен и село Гложене).
Ямна се състои от няколко махали: Падеш, Златичора, Спиловица, Зебровица и др. В околностите на селото има множество красиви местности, които привличат туристи от цялата страна. Също така там протича и малката планинска река Злата. В горите около Ямна живеят множество животински видове.

## Културни и природни забележителности
Близо до селото се намира един от най-известните манастири в околността – „Св. Троица“. В миналото той е подслонявал Васил Левски, когато той се е криел от турците.
Природна забележителност около с. Ямна е водопадът Враната вода, извисяващ се над скалите. Намира се на около десет минути пеша от махала Падеш.

## Редовни събития
Всяка година, в началото на месец юни в Ямна се провежда традиционният селски събор.